# Stendardo di Ur

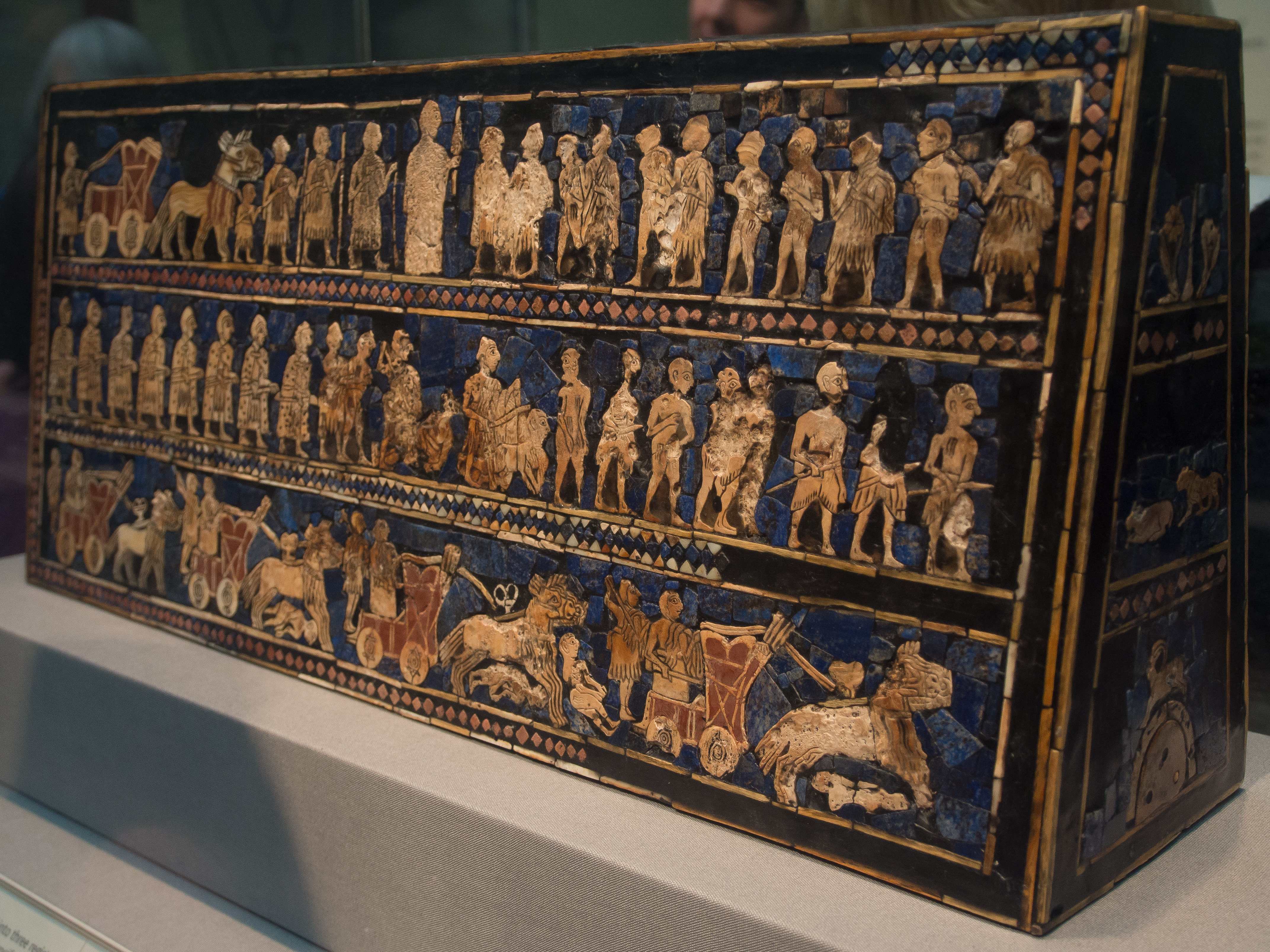
Stendardo di Ur, 2900 - 2450 a.C. Legno intarsiato con lapislazzuli, conchiglie e calcare rosso, 20x48 cm. Londra, British Museum.

Dettaglio raffigurante del lato della guerra.

Lo Stendardo di Ur è un reperto archeologico sumero, ritrovato in una tomba della necropoli reale di Ur risalente al 2500 a.C. circa, oggi conservato al British Museum di Londra. È composto da quattro pannelli lignei decorati: due facciate principali rettangolari e due più piccole trapezoidali, poste lateralmente. Era probabilmente usato come oggetto di devozione che poteva essere portato in processione collocato all'estremo di un bastone di legno, oppure come oggetto votivo collocato in un tempio in cui, su uno strato di catrame, sono incastonati lapislazzuli, conchiglie, pietre di calcare rosso e madreperle bianche. Per i temi descritti, i due pannelli principali sono detti "della pace" e "della guerra".

## Storia

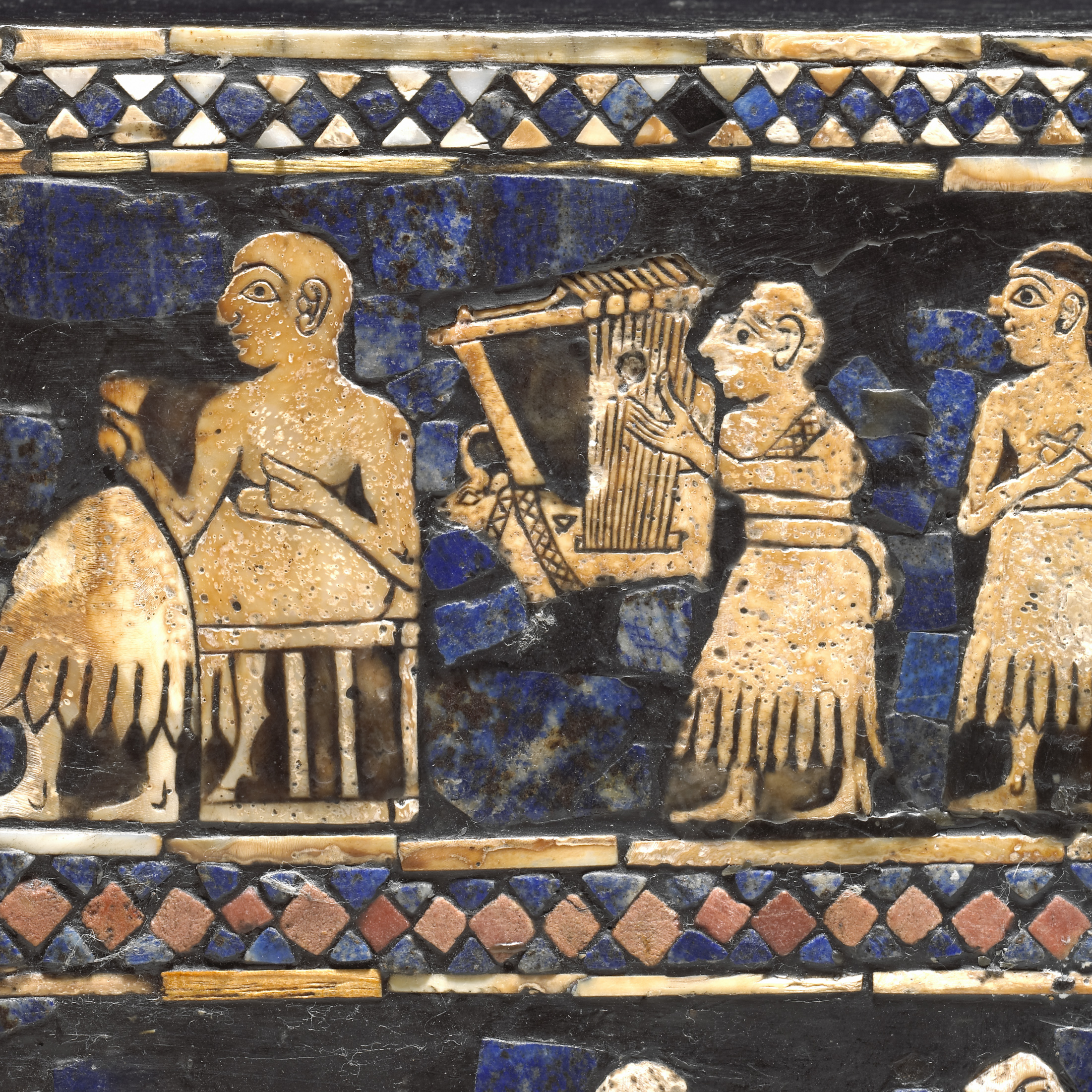
Dettaglio raffigurante un arpista nel Pannello della pace.

Lo stendardo fu scoperto durante gli scavi in Iraq del 1927-1928 nella necropoli reale di Ur; si trovava in un angolo della tomba PG 779, una delle maggiori della necropoli, associata ad Ur-Pabilsag, un re morto verso il 2550 a.C.
Leonard Woolley, l'archeologo britannico che lo scoprì, pensò che l'oggetto originariamente venisse infilato su un palo e fosse portato in processione come uno stendardo, da qui il nome con cui è conosciuto, ma oggi altri studiosi pensano che fosse la cassa di risonanza di uno strumento musicale, perciò la sua funzione non è ancora chiara.

## Descrizione

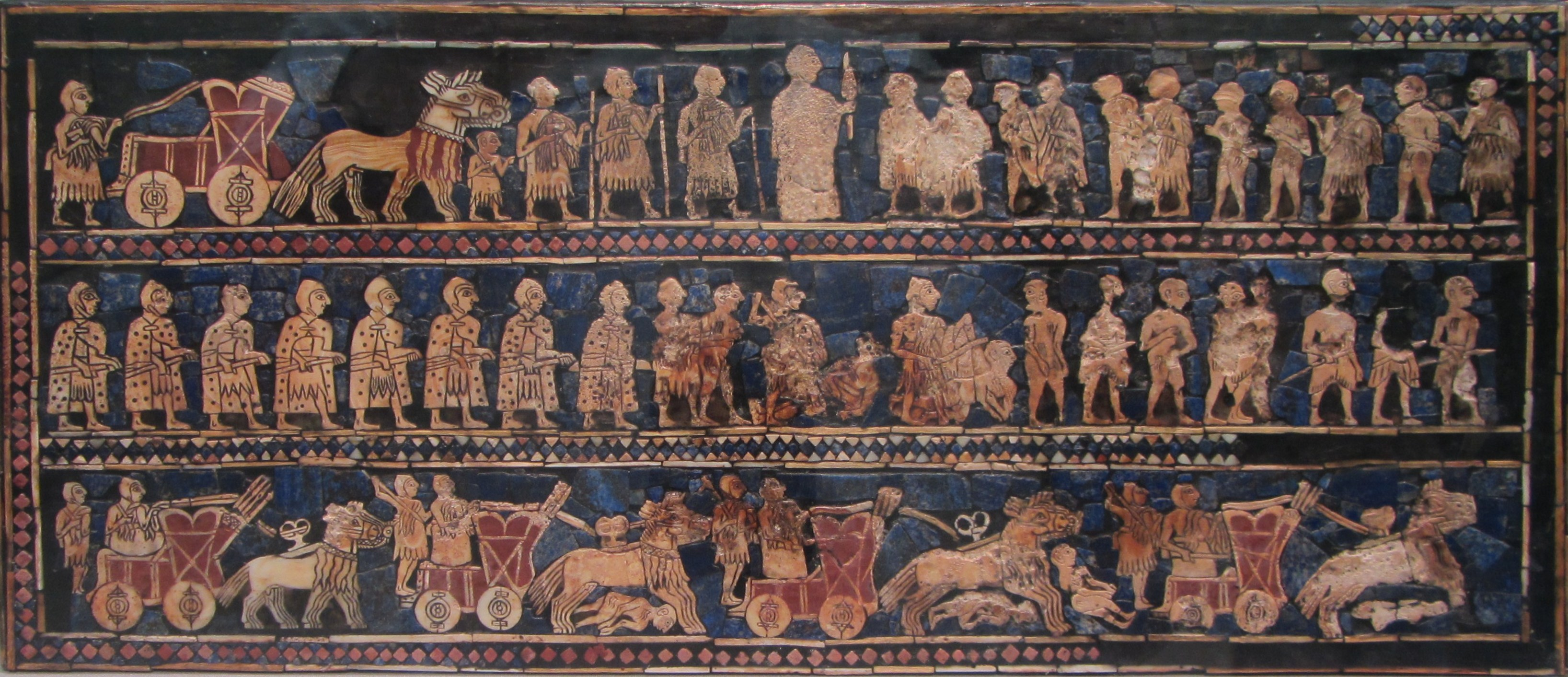
Il "pannello della guerra".

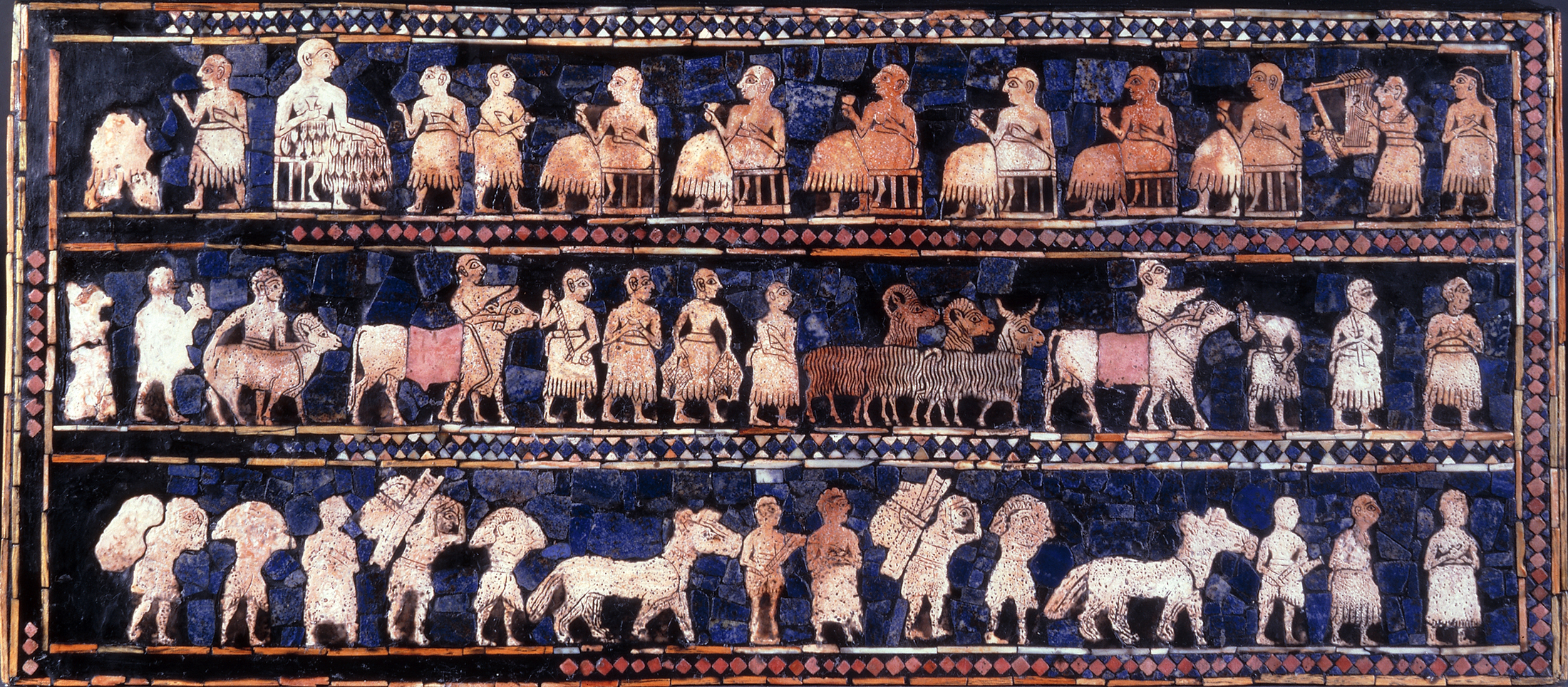
Il "pannello della pace".

È composto di pannelli lignei ricoperti di bitume e intarsiato su tutte le facce con inserti in lapislazzuli, pietra calcarea bluastra e madreperla proveniente dalle coste indiane. Su entrambe le facce principali la figurazione si sviluppa su tre registri (livelli), separati da fasce orizzontali ornamentali. Il re è riconoscibile per le maggiori dimensioni con cui è raffigurato. La successione regolare delle figure non esclude un'idea di movimento.
Il Pannello della pace, diviso in tre registri che si leggono dal basso verso l'alto, rappresenta un banchetto e una processione alla presenza del re. Nel registro superiore il re, raffigurato di dimensioni maggiori e vestito con un kaunakes, siede di fronte a altri sei commensali seduti, attorniato da cortigiani, danzatori, un coppiere e un arpista. Nei registri inferiori è raffigurata una processione di cortigiani e contadini, commercianti e artigiani che portano animali, doni e vivande.
Questo lato dello stendardo risulta importante per la storia della musica in quanto è rappresentato un suonatore di lira accompagnato forse da una cantante.
La lira suonata dal musico è identica a quelle rinvenute nel Cimitero reale di Ur.
La raffigurazione sul lato opposto, detto Pannello della guerra, mostra l'esercito (fanteria, carri e cavalli) e in generale la casta militare e probabilmente degli schiavi dediti ai servizi di supporto. Il re è rappresentato nel registro superiore ed è visibilmente più alto dei soldati semplici, proprio a determinarne il ruolo.Vi appaiono le più antiche raffigurazioni conosciute della ruota.
È conservato al British Museum di Londra.